# Iveco Vertis
Le camion Iveco Vertis est un modèle de camion, type moyen tonnage polyvalent, développé et fabriqué par la filiale brésilienne du constructeur italien IVECO, Iveco Brazil à partir de 2010.
Ce camion vient compléter l'entrée de gamme d'Iveco Brazil et est surtout destiné au transport en milieu urbain.
Le nom Vertis vient du latin vertex : sommet. 
L'Iveco Vertis reprend la structure de châssis robuste développée par Fiat-Iveco en Chine par sa filiale SAIC Iveco. Il hérite du moteur turbo compressé 6 cylindres de 3,9 litres de cylindrée, Iveco NEF4 common-rail, fabriqué par l'usine Fiat Powertrain Technologies de Sete Lagoas qui lui assure un niveau de consommation et un dégagement de gaz polluants extrêmement faibles. Alors que seule la norme Euro 4 était en vigueur en Europe, le NEF4 répond déjà à la future norme Euro 5.
Ses qualités de robustesse et de fiabilité en font un camion très apprécié pour sa polyvalence et sa cabine très lumineuse et confortable.
L'Iveco Vertis est décliné en deux versions porteur de 9 ou 13tonnes de PTC. C'est un véhicule destiné aux transporteurs effectuant des livraisons en milieu urbain à la recherche d'une mécanique moderne et fiable à un coût compétitif et avec une consommation de carburant réduite. Grâce à son faible coût d'entretien, l'Iveco Vertis est très apprécié des transporteurs des pays d'Amérique du Sud, son seul marché actuel.

## Gamme Iveco Vertis
| Modèle        | Années de production | Type moteur | Cylindrée (cm3) | Puissance (ch DIN) | Couple (N m)       | Empattements (mm)     | PTC / PTRA (tonnes) |
| ------------- | -------------------- | ----------- | --------------- | ------------------ | ------------------ | --------------------- | ------------------- |
| Vertis 90V18  | 2010 - xx            | FPT NEF4    | 3 920           | 175 à 2 700 tr/min | 570 à 1 250 tr/min | 3 330 / 3 690 / 4 455 | 9,3 / 11,0          |
| Vertis 130V19 | 2010 - xx            | FPT NEF4    | 3 920           | 185 à 2 700 tr/min | 610 à 1 300 tr/min | 4 250 / 4 890 / 5 250 | 13,3 / 23,0         |